# Marguerite Dilhan

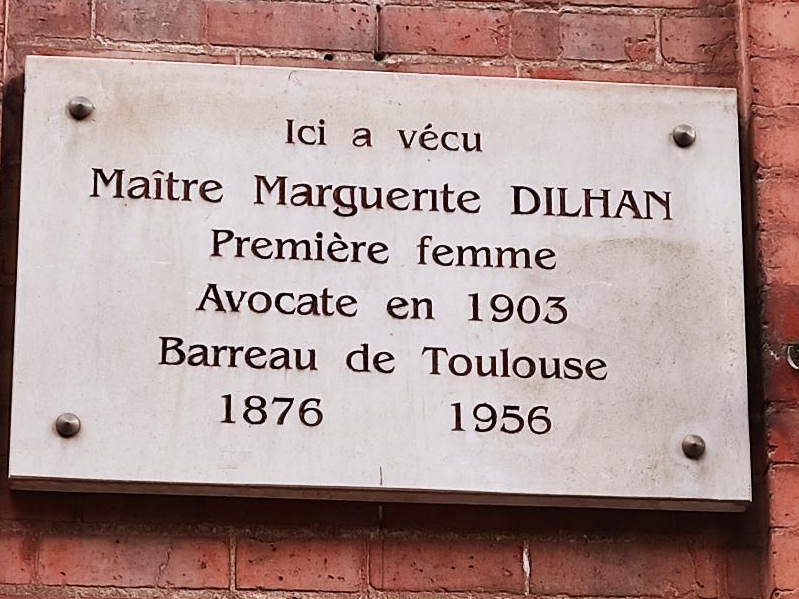
Plakette an Marguerite Dilhans Kanzlei in Toulouse

Julie Marguerite Dilhan (* 17. September 1876 in Miélan; † 3. März 1956 in Toulouse) war eine französische Juristin. Sie eröffnete als erste Frau eine eigene Kanzlei und trat am 26. November 1903 vor einem Cour d’assises auf.

## Leben
Julie Marguerite wurde 1876 in Miélan (Gers) als Tochter von Ferdinand Dilhan und Antoinette Cécile Valérie Ponsan geboren, die am 27. Dezember 1875 in Sembouès heirateten. Sie war 16 Jahre alt, als ihr Vater starb, und 18 Jahre, als ihre Mutter starb. Die Familie hinterließ drei Töchter, von denen Marguerite die älteste war. Sie nahm ein Studium an der juristischen Fakultät der Universität Toulouse auf und erwarb 1902 einen Abschluss in Rechtswissenschaften. Sie wurde zur Präsidentin der Studentenvereinigung von Toulouse gewählt und freundete sich mit Marthe Condat an, der ersten Frau, die in Frankreich Medizin studierte. Dilhan wurde am 13. Juli 1903 im Alter von 27 Jahren vereidigt.
Das Gesetz vom 1. Dezember 1900 ermöglichte Frauen dank des Kampfes von Jeanne Chauvin den Zugang zum Beruf des Rechtsanwalts. Marguerite Dilhan war die dritte Frau, die nach Olga Petit und Jeanne Chauvin vereidigt wurde. Maître Dilhan war die erste Anwältin in Frankreich, die ab November 1903 in einem Mordfall vor dem Schwurgericht auftrat. Dieser erste Fall wurde von den damaligen Zeitungen ausführlich verfolgt, die ihre Kleidung und ihr Aussehen kommentierten und berichteten, dass sie vom Präsidenten für ihr Plädoyer gelobt wurde.
Im Jahr 1904 verteidigte sie die radikale Feministin Arria Ly vor dem Schwurgericht und erreichte ihren Freispruch. Agathe Dyvrande-Thévenin lud sie ein, Mitglied der „Groupement Amical des Avocates de France“ zu werden, als Frauen noch nicht das Wahlrecht hatten. Marguerite Dilhan wurde zu ihrer Vizepräsidentin gewählt. Sie trat vor allen Gerichten auf, auch vor den Kriegsgerichten während des Ersten Weltkriegs. Sie war die Anwältin der spanischen Gemeinschaft in Toulouse, die nach der Retirada zahlreich war.
Sie engagierte sich auch stark in Wohltätigkeitsorganisationen. Da beide Eltern an Tuberkulose starben, war sie schon früh in der Liga gegen Kindertuberkulose aktiv. In Abstimmung mit ihrer Freundin Marthe Condat kämpfte sie gegen andere Hygiene- und Gesundheitsprobleme, u. a. unterstützte sie La Goutte de lait. In Verbindung mit ihrer Tätigkeit als Anwältin war sie Sekretärin der Société de Patronage des Libérés par le Travail (Gesellschaft zur Unterstützung der durch Arbeit Befreiten). Sie war Mitglied der laizistischen Vereinigung L’École de la Paix (Schule des Friedens).
Sie war praktizierende Katholikin und wurde am 6. März 1956 in der Basilika Saint-Sernin in Toulouse in Anwesenheit zahlreicher Mitglieder der Anwaltskammer beerdigt.

## Ehrungen
Marguerite Dilhan wurde 1933 zum Ritter der Ehrenlegion und 1949 zum Offizier der Ehrenlegion ernannt. Die Universität Toulouse ehrte sie während des Monats der Gleichheit im Jahr 2025. Die Stadt Toulouse hat eine Straße nach ihr benannt und eine Tafel an der Adresse ihrer Kanzlei, 2 bis rue Gatien-Arnoult, angebracht. Auch in anderen Ortschaften, vornehmlich im Gers, wurden Straßen nach ihr benannt.